# Adhémar Schwitzguébel

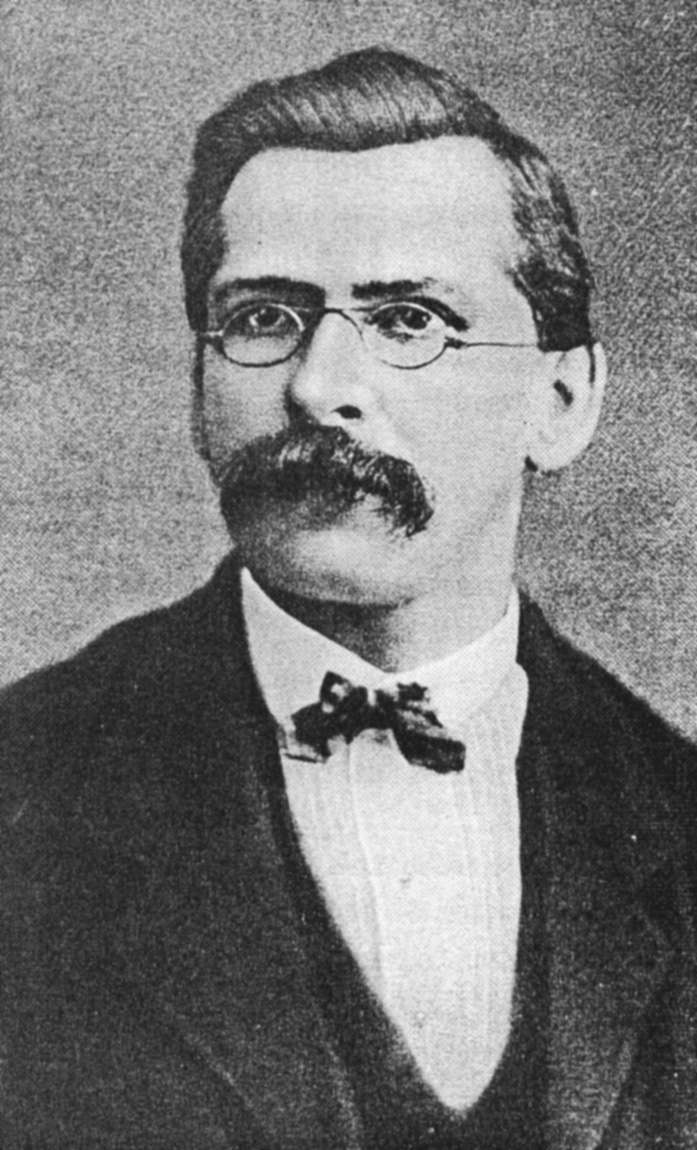
Adhémar Schwitzguébel

Adhémar Schwitzguébel (1844, Sonvilier - 23 de julho de 1895, Biel) foi um anarquista e um teórico suíço do anarquismo coletivista. Ele foi um dos fundadores da Federação de Jura e membro da Primeira Internacional.
Adhemar Schwitzguébel nasceu na  Suíça. Seu pai era um gravador e participou nas lutas políticas de 1848. Adhémar Schwitzguébel aprendeu o comércio de seu pai e fundou uma seção da Primeira Internacional em Sonvilier em  março de 1866.
Após o fracasso da Comuna de Paris, ele foi para Paris para ajudar a fuga de Communards usando sua habilidade de gravador ao fazer falsos passaportes para eles. Durante o conflito entre Karl Marx e Bakunin, ele trabalhou com James Guillaume e outros anti-autoritários na Federação de Jura.

## Obras
- Schwitzguébel, Adhemar:Quelques écrits. Paris 1906 Editado por James Guillaume. (fr.)